# 佐藤幹朗
佐藤 幹朗（さとう みきろう、1986年5月17日 - ）は、中部日本放送の元アナウンサー。

## 来歴・人物
秋田県仙北郡神岡町（現在の大仙市神岡地区）出身で、秋田県立大曲高等学校から法政大学経営学部へ進学。特技はやり投で、高校時代には、秋田県高等学校総合体育大会や秋田県高等学校新人総合大会で好成績を収めた。また、大学時代には、自主マスコミ講座に参加していた。
大学卒業後の2009年4月1日付で、アナウンサーとして、小川健太と共に中部日本放送（CBC）へ入社。同年7月17日にCBCラジオで放送された『多田しげおの気分爽快!!朝からP・O・N』で、「初鳴き（番組デビュー）」を果たした。その際には、小川と共に「イケメンアナウンサー」と紹介されている。
2009年8月9日からは、CBCテレビの中日ドラゴンズ応援・情報番組『サンデードラゴンズ』　に出演。特技の槍投げにちなんで、自身が担当するコーナーの冒頭では「ヤリます!」、コーナーの進行やインタビューがうまく行った場合に「ヤリました!」という決め台詞を連呼した。さらに、当時中日の捕手だった小田幸平がヒーローインタビューで佐藤の口調を真似て「ヤリました!」と叫んだところ、他の中日ナインにもこの台詞が頻繁に使われるようになった。ただし、『サンデードラゴンズ』が東海地方向けのローカル番組であるため、佐藤が最初に使ったことは、東海以外の地方。ではほとんど知られていない。
後述する理由から転職を希望したため、2011年3月にレギュラー番組を全て降板。以降は不定期でスポットニュースのみ担当していた。同年5月初頭に、CBC公式サイト内のアナウンサーリストから佐藤の名前が消える と同時に、同サイト内にある「魅惑のアナウンス室ブログ」からも佐藤の投稿記事が全て削除された。さらに、同月18日には、Twitter上のCBCラジオ公式アカウントを通じて「2011年4月を以って放送業界以外の会社に転職した」というコメントが発表された。
実際には、中部日本放送からの退社を機に、再び上京してリクルートへ入社した。美容系の企画営業職員として3年半勤務した後に、「広告以外の面からもクライアントのビジネスを支えるような仕事をしたい」という理由で、2014年10月に東洋経済新報社へ転職。ビジネスプロモーション局メディア営業部に配属された。
佐藤は、アナウンサー生活を2年で終えたことについて、東洋経済新報社への入社後に「『テレビという枠の中で、世の中で起こった問題や事象をわかりやすく伝えて、多くの人に認知してもらう』というアナウンサーの役割自体には、とても意義がある。しかし、アナウンサーになって1年半ほどの時期から、『自分が仕事を通して実現したいことは、自分が主体的に動いて、小さなことでも最後には問題を解決するようなことなんじゃないか』と思い始めた。（アナウンサーとして生活していた）名古屋には愛着があったが、『どうせ新しいことを始めるなら、最も競争の激しい環境に身を置こう』と思ったので、名古屋を出ることに決めた」と明かしている。

## CBC在籍時の担当番組

### テレビ
- サンデードラゴンズ
- 来る来るミラクル
- お宝発信タワー DAI-NAMO
- 日曜CBCNEWS

### ラジオ
- サンデーみか 〜Mika's MUSIC MUSEUM〜（ミキペディアのコーナーに出演）